# Nátrium-aluminát
A nátrium-aluminát kereskedelmi szempontból fontos szervetlen vegyület. Alumínium-hidroxid-forrásként sok ipar hasznosítja. A tiszta nátrium-aluminát kristályos, fehér, szilárd anyag, jelölésére többfajta képletet is használnak: NaAlO2, NaAl(OH)4 (hidratált), Na2O·Al2O3 vagy Na2Al2O4. A kereskedelemben oldatként vagy szilárd formában kapható.
Van néhány hasonló vegyület, amelyeket néha szintén nátrium-aluminátnak hívnak, viszont képletük más. Ilyen a nátrium-oxid és alumínium-oxid reakciójával kapott Na5AlO4, mely AlO45− anionokat tartalmaz; az Na7Al3O8 és az Na17Al5O16, melyekben komplex polimer anion található és az NaAl11O17, melyet korábban β-Al2O3-nak – az alumínium-oxid egyik módosulatának – véltek.

## Szerkezete
A vízmentes NaAlO2 háromdimenziós térrácsának vázát csúcsukon összekapcsolódó AlO4 tetraéderek alkotják. Az NaAlO2·5/4 H2O hidratált formában gyűrűvé kapcsolódó AlO4 tetraéder rétegek találhatók, melyeket nátriumionok és vízmolekulák tartanak össze, utóbbiak hidrogénkötéssel kapcsolódnak az AlO4 oxigénatomjaihoz.

## Gyártása
Leggyakrabban úgy gyártanak nátrium-aluminátot, hogy alumínium-hidroxidot adnak nátrium-hidroxid oldatához. Az alumínium-hidroxid (gibbsit) forrásponthoz közeli hőmérsékletű, 20-25%-os nátrium-hidroxid oldatban oldódik fel. Töményebb NaOH oldat használata egy félszilárd anyagot eredményez. A folyamatot gőzzel hevített nikkelből vagy acélból készült reaktorban kell végezni, az alumínium-hidroxidot körülbelül 50%-os NaOH oldattal kell forralni, amíg pépes nem lesz. A keveréket ezután ki kell önteni egy tartályba, majd hagyni kell kihűlni, így kb. 70% nátrium-aluminátot tartalmazó szilárd massza keletkezik. A felaprított anyagot dehidratálni kell: forgó kemencében közvetlenül vagy közvetve égő hidrogéngázzal melegítik. A keletkező anyag 90% nátrium-aluminátot, 1% vizet, valamint 1% szabad nátrium-hidroxidot tartalmaz.

## Alumínium reakciója lúgokkal
Nátrium-hidroxid és elemi állapotú alumínium reakciójával is állítható elő nátrium-aluminát, mivel az alumínium amfoter jellegű. A reakció nagyon erős hőfejlődéssel jár (exoterm). A folyamatban heves hidrogénfejlődés tapasztalható. A reakciót olykor az alábbi formában írják fel:
{\displaystyle \mathrm {2\ Al+2\ NaOH+2\ H_{2}O\rightarrow 2\ NaAlO_{2}+3\ H_{2}} },
azonban a reakció során az oldatban valószínűleg [Al(OH)4]− vagy [Al(H2O)2(OH)4]− ion keletkezik.
Vannak javaslatok rá, hogy ezt a reakciót hidrogénnel működő autók lehetséges üzemanyagforrásaként használják.[forrás?]

## Felhasználásai
A vízlágyítószerek egyik segédanyaga, koagulánsként a flokkuláció javítására szolgál, valamint az oldott szilikátokat és foszfátokat is kivonja a vízből.
Az építőiparban a beton megkötésének gyorsítására használják, elsősorban amikor fagypont alatti hőmérsékletben dolgoznak.
Felhasználják még tűzálló téglák és timföld gyártásakor, a papíriparban stb. is.
Zeolitgyártásnál a nátrium-aluminát oldatai köztitermékek.

## Fordítás
Ez a szócikk részben vagy egészben  a   Sodium aluminate című angol Wikipédia-szócikk ezen változatának fordításán alapul.  Az eredeti cikk szerkesztőit annak laptörténete sorolja fel. Ez a jelzés csupán a megfogalmazás eredetét és a szerzői jogokat jelzi, nem szolgál a cikkben szereplő információk forrásmegjelöléseként.